# モンテファーノ
モンテファーノ（伊: Montefano）は、イタリア共和国マルケ州マチェラータ県にある、人口約3,300人の基礎自治体（コムーネ）。

## 地理

### 位置・広がり
マチェラータ県北東部のコムーネ。県都マチェラータから北へ13km、州都アンコーナから南西へ23km、チヴィタノーヴァ・マルケから西北西へ26kmの距離にある。

#### 隣接コムーネ
隣接するコムーネは以下の通り。括弧内のANはアンコーナ県所属を示す。
- アッピニャーノ
- フィロットラーノ (AN)
- モンテカッシアーノ
- オージモ (AN)
- レカナーティ

### 気候分類・地震分類
モンテファーノにおけるイタリアの気候分類 (it) および度日は、zona D, 1930 GGである。
また、イタリアの地震リスク階級 (it) では、zona 2 (sismicità media) に分類される。

## 行政

### 分離集落
モンテファーノには、以下の分離集落（フラツィオーネ）がある。
- Montefanovecchio, Osterianuova, Passatempo

## 人物

### 著名な出身者
- マルケルス2世 - 16世紀の聖職者、ローマ教皇（在位: 1555年）。